# Sarah Tubman
Sarah Tubman (nacida Sarah Lockman, 8 de noviembre de 1988) es una jinete estadounidense que compite en la modalidad de doma. Ganó tres medallas en los Juegos Panamericanos, en los años 2019 y 2023.

## Palmarés internacional
| Juegos Panamericanos | Juegos Panamericanos | Juegos Panamericanos | Juegos Panamericanos |
| Año                  | Lugar                | Medalla              | Categoría            |
| -------------------- | -------------------- | -------------------- | -------------------- |
| 2019                 | Lima (Perú)          | Medalla de oro       | Individual           |
| 2019                 | Lima (Perú)          | Medalla de plata     | Por equipos          |
| 2023                 | Santiago (Chile)     | Medalla de oro       | Por equipos          |